# Skýdra
Skýdra är en kommunhuvudort i Grekland.   Den ligger i prefekturen Nomós Péllis och regionen Mellersta Makedonien, i den norra delen av landet, 300 km norr om huvudstaden Aten. Skýdra ligger 37 meter över havet och antalet invånare är 4 562.
Terrängen runt Skýdra är platt åt sydost, men åt nordväst är den kuperad. Runt Skýdra är det ganska tätbefolkat, med 96 invånare per kvadratkilometer. Närmaste större samhälle är Édessa, 9,6 km väster om Skýdra. Trakten runt Skýdra består till största delen av jordbruksmark.